# Медаль «Щит національної безпеки»
Медаль «Щит національної безпеки» (каз.: «Ұлттиқ қауіпсіздік қалқани») — відомча медаль Комітету національної безпеки Республіки Казахстан.

## Історія
Медаль була заснована Указом Президента Республіки Казахстан від 30 вересня 2011 року № 155 «Про відомчі нагороди деяких державних органів, безпосередньо підпорядкованих та підзвітних Президенту Республіки Казахстан, правоохоронних органів, судів, Збройних Сил, інших військ та військових формувань». Цим Указом було внесено зміни до структури відомчих заохочень міністерств та відомств Республіки Казахстан, які існували раніше. Деякі види заохочень було ліквідовано, змінено, або навпаки — створено.
Указом Президента Республіки Казахстан від 14 вересня 2012 року за № 377 до опису медалі внесено зміни.
Медалі виготовляються на Казахстанському монетному дворі у місті Усть-Каменогорськ.

## Становище
Медаллю «Ұлттиқ қауіпсіздік қалқани» нагороджуються військовослужбовці органів національної безпеки Республіки Казахстан, тобто ті, хто проходять військову службу в безпосередньо підпорядкованому і підзвітному Президенту Республіки Казахстан спеціальному державному органі, що є складовою частиною системи забезпечення безпеки Республіки Казахстан, за досягнуті позитивні результати в оперативно-службовій діяльності щодо забезпечення національної безпеки, сумлінне виконання службових обов'язків, бездоганну військову дисципліну.
Медаль «Ұлттиқ қауіпсіздік қалқани» складається з трьох ступенів:
1. медаль «Ұлттиқ қауіпсіздік қалқани» І ступеня — для нагородження за 20 років вислуги в органах національної безпеки Республіки Казахстан;
2. медаль «Ұлттиқ қауіпсіздік қалқани» ІІ ступеня — для нагородження за 15 років вислуги в органах національної безпеки Республіки Казахстан;
3. медаль «Ұлттиқ қауіпсіздік қалқани» ІІІ ступеня — для нагородження за 10 років вислуги в органах національної безпеки Республіки Казахстан.

## Опис медалей

### з 2011 по 2012 роки

#### «Ұлттиқ қауіпсіздік қалқани» І ступеня

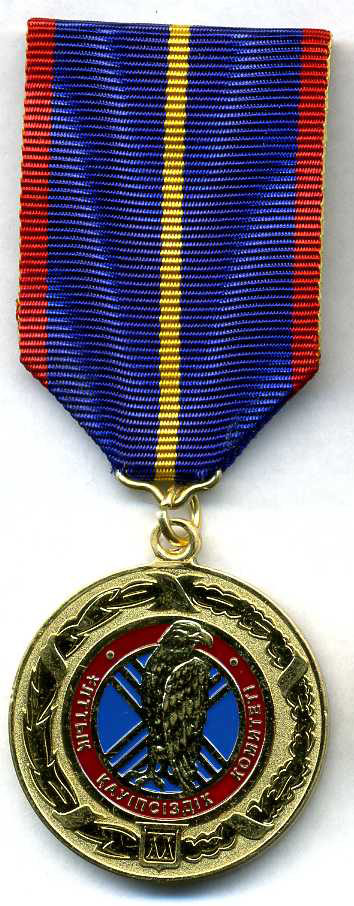
Медаль зразка 2011 року

Медаль виготовляється з латуні та має форму кола діаметром 34 мм. На лицьовій стороні медалі в центрі розташований національний круглий щит з полем червоного кольору (колір емблеми Комітету національної безпеки) з бортиком, що об'ємно виступає. У центрі щита розташоване стилізоване зображення шанирника з полем волошкового кольору (колір прапора Комітету національної безпеки). На щиті, на тлі шанирника розміщено об'ємне зображення орла (символ правоохоронця держави), що сидить, пильно оглядається золотистого кольору. Між опуклими бортиками щита розташований текст ҰЛТТИҚ ҚАУІПСІЗДІК КОМІТЕТІ. По краю медалі розміщено здвоєний вінок з лаврової та дубової гілки, підперезаний стрічками. У нижній частині вінка розташований щиток із римською цифрою «XX». Рельєф медалі блискучий.
На зворотному боці медалі по центру розташований напис «ЧТТИҚ ҚАУІПСІЗДІК ҚАЛҚАНИ». Над текстом розташована римська цифра «I».
Всі зображення та написи на медалі опуклі. Краї медалі облямовані бортиком.
Медаль за допомогою вушка та кільця кріпиться до шестикутної колодки розміром 50×33 мм, обтягнутої шовковою стрічкою муарової волошкового кольору. По краях стрічки розташовуються червоні смуги завширшки 3 мм, посередині стрічки розташовується жовта смужка завширшки 2 мм. Відстань між смужками 12,5 мм.
Медаль за допомогою шпильки з візорним замком кріпиться до одягу.

#### «Қлтиқ қауіпсіздік қалқани» ІІ ступеня

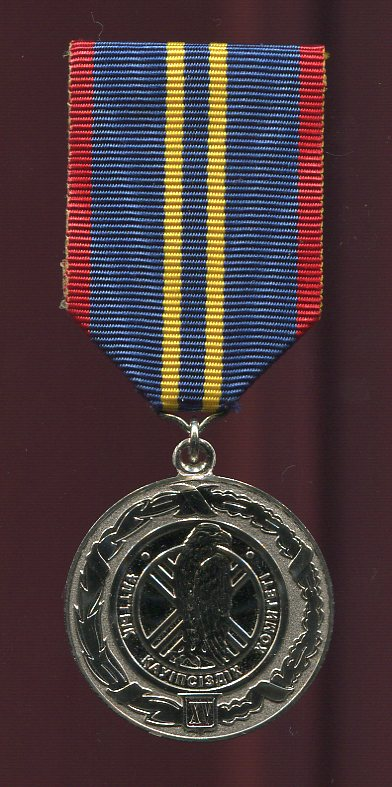
Медаль зразка 2011 року

Медаль виготовляється з металу сріблястого кольору та має форму кола діаметром 34 мм. На лицьовій стороні медалі в центрі розташований національний круглий щит сріблястого кольору з бортиком, що об'ємно виступає. У центрі щита розташоване стилізоване зображення шанира сріблястого кольору. На щиті, на тлі шанирника розміщено об'ємне зображення орла (символ правоохоронця держави), що сидить, пильно оглядається сріблястого кольору. Між опуклими бортиками щита розташований напис «ҰЛТТИҚ ҚАУІПСІЗДІК КОМІТЕТИ». З боків медалі розміщено здвоєний вінок з лаврової та дубової гілки, підперезаний стрічками. У нижній частині вінка розташований щиток із римською цифрою «XV». Рельєф медалі блискучий.
На зворотному боці медалі по центру розташований напис «ЧТТИҚ ҚАУІПСІЗДІК ҚАЛҚАНИ». Над текстом розташована римська цифра «II».
Всі зображення та написи на медалі опуклі. Краї медалі облямовані бортиком.
Медаль за допомогою вушка та кільця кріпиться до шестикутної колодки розміром 50×33 мм, обтягнутої шовковою стрічкою муарової волошкового кольору. По краях стрічки розташовуються червоні лінії шириною 3 мм, посередині стрічки з інтервалом 3 мм розташовані дві жовті смужки шириною 2 мм. Відстань між червоними та жовтими смужками 10 мм.
Медаль за допомогою шпильки з візорним замком кріпиться до одягу.

#### «Ұлттиқ қауіпсіздік қалқани» ІІІ ступеня

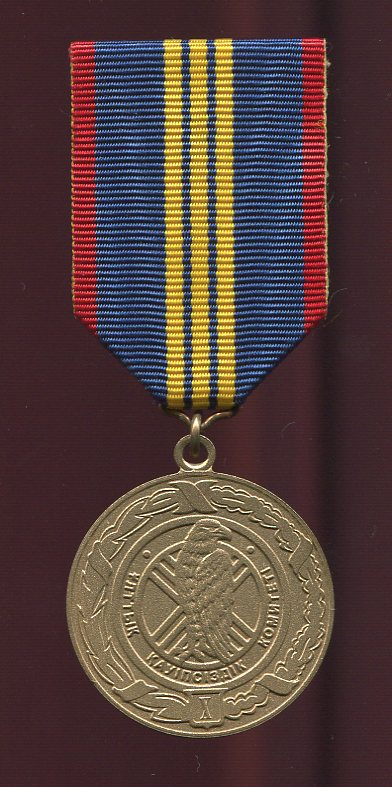
Медаль зразка 2011 року

Медаль виготовляється з латуні, покритої античною бронзою, і має форму кола діаметром 34 мм. На лицьовій стороні медалі в центрі розташований національний круглий щит з бортиком, що об'ємно виступає. У центрі щита розташоване стилізоване зображення шанирника бронзового кольору. На щиті, на тлі шанирака розміщено об'ємне зображення орла (символ правоохоронця держави) кольору бронзи, що сидить, пильно оглядається. Між опуклими бортиками щита розташований напис «ҰЛТТИҚ ҚАУІПСІЗДІК КОМІТЕТИ». По краю медалі розміщено здвоєний вінок з лаврової та дубової гілки, підперезаний стрічками. У нижній частині вінка розташований щиток із римською цифрою «X». Рельєф медалі блискучий.
На зворотному боці медалі по центру розташований напис «ҰЛТТИҚ ҚАУІПСІЗДІК ҚАЛҚАНИ». Над текстом розташована римська цифра «III».
Усі зображення і написи на медалі опуклі. Краї медалі облямовані бортиком.
Медаль за допомогою вушка і кільця кріпиться до шестикутної колодки розміром 50×33 мм, обтягнутої шовковою муаровою стрічкою волошкового кольору. По краях стрічки розташовані червоні смуги завширшки 3 мм, посередині стрічки з інтервалом 1 мм розташовані 3 жовті смужки завширшки 2 мм. Відстань між червоними і жовтими смужками 9,5 мм.
Медаль за допомогою шпильки з візорним замком кріпиться до одягу.

### З 2012 року

#### «Ұлттық қауіпсіздік қалқаны» I степеня
Медаль є металевим кругом золотистого (жовтого) кольору діаметром 34 мм. Медаль по краю має бортик висотою 1 мм і шириною 1,5 мм. На лицьовій стороні медалі в центрі розміщено зображення малої емблеми органів національної безпеки — у вигляді круглого щита діаметром 20 мм з колом, залитим емаллю волошкового (синього) кольору, в центрі якого стилізоване зображення шанира діаметром 14 мм золотистого (жовтого) кольору на залитому емаллю бірюзового (блакитного) кольору. По колу на щиті нанесено напис державною мовою «ҰЛТТИҚ ҚАУІПСІЗДІК КОМІТЕТИ». Напис виконаний сріблястим (білим) кольором. Рельєф на лицьовій стороні медалі блискучий. Ліворуч і праворуч від малої емблеми медалі розміщено здвоєний вінок з лаврових гілок. У верхній частині вінка зображена семикінцева зірка. У нижній частині вінка розташована стрічка з римською цифрою XX. Усі деталі на медалі випуклі, золотистого (жовтого) кольору.
На зворотному боці медалі золотистого (жовтого) кольору з матованою поверхнею розташований напис із блискучою поверхнею державною мовою «ҰЛТТИҚ ҚАУІПСІЗДІК ҚАЛҚАНИ». Над текстом розташована римська цифра «I».
Медаль за допомогою вушка та кільця кріпиться до шестикутної колодки розміром 44×32 мм, обтягнутої шовковою стрічкою муарової волошкового кольору. По краях стрічки розташовуються червоні смуги завширшки 3 мм, посередині стрічки розташовується жовта смужка шириною 2 мм. Відстань між смужками 12 мм.
Медаль за допомогою шпильки з візорним замком кріпиться до одягу.

#### «Ұлттиқ қауіпсіздік қалқани» II ступеня
Медаль є металевим колом сріблястого (сірого) кольору діаметром 34 мм. Медаль по краю має бортик висотою 1 мм і шириною 1.5 мм. На лицьовій стороні медалі в центрі розміщено зображення малої емблеми органів національної безпеки — у вигляді круглого щита діаметром 20 мм з колом, залитим емаллю волошкового (синього) кольору, в центрі якого стилізоване зображення шанира діаметром 14 мм сріблястого (сірого) кольору на залитом емаллю бірюзового (блакитного) кольору. По колу на щиті нанесено напис державною мовою «ҰЛТТИҚ ҚАУІПСІЗДІК КОМІТЕТИ». Напис виконаний сріблястим (білим) кольором. Рельєф на лицьовій стороні медалі блискучий. Ліворуч і праворуч від малої емблеми медалі розміщено здвоєний вінок з лаврових гілок. У верхній частині вінка зображена семикінцева зірка. У нижній частині вінка розташована стрічка з римською цифрою XV. Усі деталі на медалі опуклі, сріблястого (сірого) кольору.
На зворотному боці медалі сріблястого (сірого) кольору з матованою поверхнею розміщено напис з блискучою поверхнею державною мовою «ҰЛТТИҚ ҚАУІПСІЗДІК ҚАЛҚАНИ». Над текстом розташована римська цифра «II».
Медаль за допомогою вушка та кільця кріпиться до шестикутної колодки розміром 44×32 мм, обтягнутої шовковою стрічкою муарової волошкового кольору. По краях стрічки розташовуються червоні смуги шириною 3 мм, посередині стрічки розташовуються 2 жовті смужки шириною 2 мм. Відстань між жовтими смужками 2 мм.
Медаль за допомогою шпильки з візорним замком кріпиться до одягу.

#### «Ұлттиқ қауіпсіздік қалқани» ІІІ ступеня
Медаль є металевим колом бронзового (помаранчевого) кольору діаметром 34 мм. Медаль по краю має бортик висотою 1 мм і шириною 1,5 мм. На лицьовій стороні медалі в центрі розміщено зображення малої емблеми органів національної безпеки у вигляді круглого щита діаметром 20 мм з колом, залитим емаллю волошкового (синього) кольору, в центрі якого стилізоване зображення шанирака діаметром 14 мм сріблястого (сірого) кольору на залитим емаллю тлі. (блакитного кольору. По колу на щиті нанесено напис державною мовою «ҰЛТТИҚ ҚАУІПСІЗДІК КОМІТЕТИ». Напис виконаний сріблястим (білим) кольором. Рельєф на лицьовій стороні медалі блискучий. Ліворуч і праворуч від малої емблеми медалі розміщено здвоєний вінок з лаврових гілок. У верхній частині вінка зображена семикінцева зірка. У нижній частині вінка розташована стрічка з римською цифрою «X». Усі деталі на медалі опуклі, бронзового (помаранчевого) кольору.
На зворотному боці медалі бронзового (помаранчевого) кольору з матованою поверхнею розташований напис із блискучою поверхнею державною мовою «ҰЛТТИҚ ҚАУІПСІЗДІК ҚАЛҚАНИ». Над текстом розташована римська цифра III.
Медаль за допомогою вушка та кільця кріпиться до шестикутної колодки розміром 44×32 мм, обтягнутої шовковою стрічкою муарової волошкового кольору. По краях стрічки розташовуються червоні смуги шириною 3 мм, посередині стрічки розташовуються 3 жовті смужки шириною 2 мм. Відстань між жовтими смужками 2 мм.
Медаль за допомогою шпильки з візорним замком кріпиться до одягу.